# Marseille en grand
Marseille en grand est un plan d'urbanisme porté par l'État français en vue de permettre le rattrapage par Marseille de son retard relatif en matière d'équipements structurants, notamment dans le domaine des transports en commun, et en particulier pour ce qui concerne les quartiers Nord de la ville des Bouches-du-Rhône. Lancé par Emmanuel Macron à la fin de son premier quinquennat en tant que président de la République, il devrait permettre, notamment, une vaste extension du tramway de Marseille, ainsi que la reconstruction ou la réhabilitation de 188 écoles sur les 470 écoles de Marseille.
Fin 2023, 1,31 % des sommes annoncées seulement avaient été décaissées. Le rapport définitif de la Cour des comptes en octobre 2024 souligne les carences de l'opération.

## Historique
En 2021, l'Assemblée nationale prévoit au projet de loi de finances 2022 des engagements financiers pour Marseille en grand. Ainsi, 254 millions d’euros d’autorisation d’engagement sont prévus pour réhabiliter les écoles de Marseille. Pour développer les transports publics de Marseille, il est prévu 256 millions d’euros, dont 32 millions d’euros budgétés dès 2022.
Le plan Marseille en Grand s’articule autour de sept ambitions : la sécurité : police et justice, l'éducation, les mobilités,  le logement, l’emploi et l’insertion, la santé, la culture et le rayonnement territorial.

## Plan mobilité
Dans le cadre de ce plan, 15 projets de transports sont pilotés par la métropole d'Aix-Marseille-Provence et cofinancés par l’État, dont notamment le renouvellement et l'automatisation de l'intégralité des rames du métro marseillais ou le prolongement de plusieurs lignes de tramway.

## Plan école
Un milliard d’euros, dont 400 millions d’euros de subventions, sont dévolus à la reconstruction ou la réhabilitation de 188 écoles sur les 470 écoles de Marseille.
Ce plan s'articule en plusieurs phases, modulées selon la priorité des travaux à engager dans les écoles.
En mars 2024, le conseil d’administration de la SPDEM valide la programmation des 31 écoles de la phase deux, dont la livraison s’étalera de 2026 à 2028. 10 écoles seront livrées en 2024 et 4 en 2025. En 2028, 45 écoles auront donc été livrées sur les 188 écoles du plan Marseille en Grand.

## Évaluation
Le rapport provisoire pour la période 2021-2023 publié par la Cour des comptes en mars 2024 étrille l'opération, considérée comme étant un « catalogue de mesures » qui « n’est pas porteur d’une vision cohérente et intégrée du développement du territoire »  et ne répond pas de façon « globale et systémique aux enjeux locaux »; sa « gouvernance [est] sous-dimensionnée » et les moyens humains « indigents »,. 
La version finale publiée en octobre 2024 s’attache « à évaluer la qualité de la structuration du plan et à identifier les points susceptibles d’affecter les résultats attendus ». Le rapport expose les carences du projet et de sa conduite,,.
Ce rapport de 2024 sera suivi en 2025 d'un premier bilan de la mise en œuvre de ses recommandations et en 2026 de monographies sur les principaux volets thématiques du plan.